# Fondotoce
Fondotoce, o Fondo Toce (Funtòs in dialetto ossolano, Al Bass nel dialetto del paese), è una frazione del comune di Verbania nella provincia del Verbano-Cusio-Ossola, in Piemonte. Il suo nome è legato al corso del fiume Toce, che prima della piena del 1899 sfociava nel Lago Maggiore proprio in corrispondenza dell'abitato.

Prima dell'istituzione del comune di Verbania, era una frazione di Pallanza.
Si trova su una direttrice internazionale, la Strada statale 34 del Lago Maggiore, dalla quale dipartono poi strade secondarie come la strada provinciale 54 del Lago di Mergozzo, che permette di raggiungere Mergozzo e l'omonimo lago, e la strada provinciale 61 Trobaso-Fondotoce, che permette il collegamento con il comune di San Bernardino Verbano e Trobaso, altra frazione del comune di Verbania; nel territorio di Fondotoce è ubicata la stazione di Verbania-Pallanza, situata sulla tratta Domodossola-Milano.
Si ritiene che il paese sia nato dopo il 1600, in seguito alla formazione della vasta piana alluvionale del Toce, come ricovero per i mezzadri che la iniziarono a coltivare.

Nella frazione si trova la Riserva naturale di Fondo Toce.

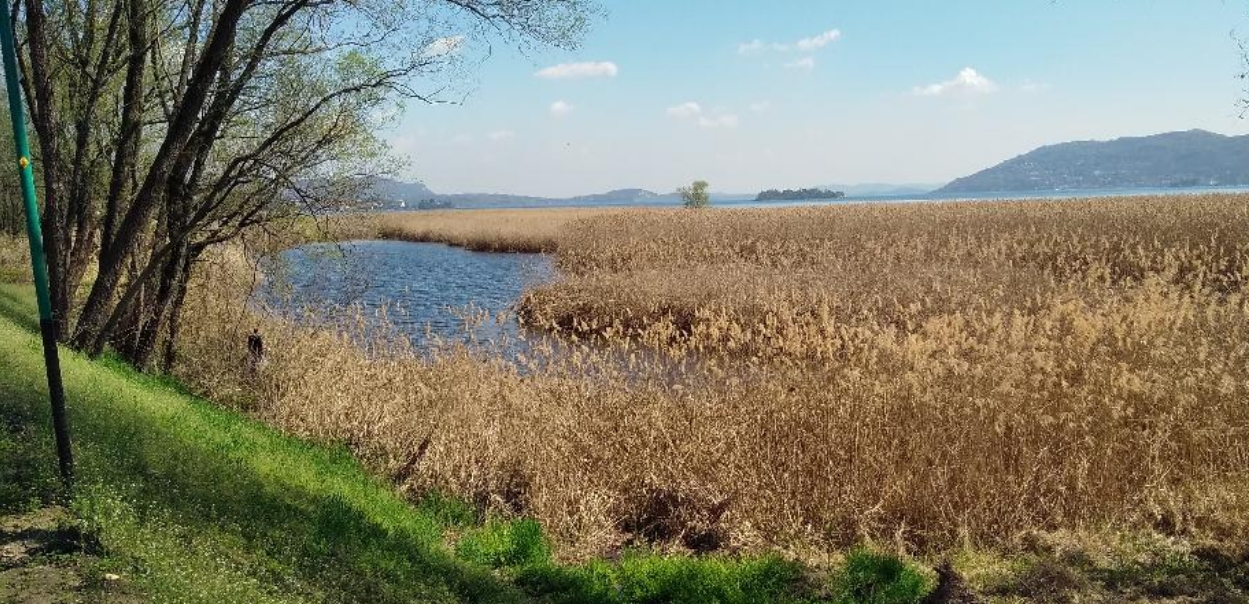
Canneto della riserva naturale di Fondotoce

D'interesse storico è la chiesetta romanica di San Giacomo più antica dell'abitato.

## Martiri di Fondotoce
Il paese di Fondotoce ospita la Casa della Resistenza e il Parco della Memoria e della Pace, eretti per commemorare i rastrellamenti nazifascisti del giugno del 1944 in Valgrande e in generale i circa 1 300 caduti del movimento partigiano delle province di Novara e del Verbano-Cusio-Ossola. 

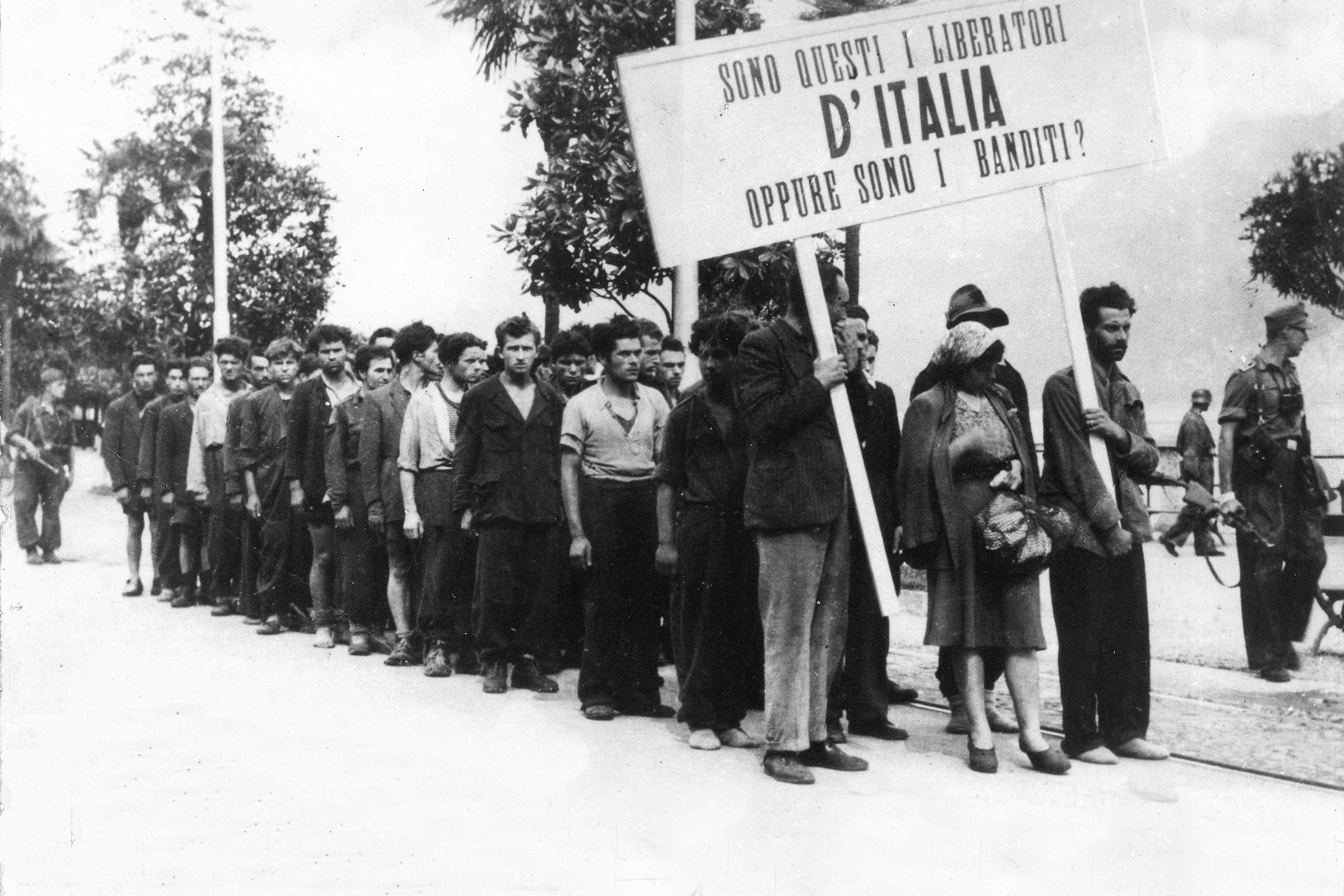
I Martiri di Fondotoce: lungolago di Intra 20 giugno 1944

Nel piccolo paese il 20 giugno 1944, sul bordo del canale che unisce il Lago di Mergozzo con il Lago Maggiore, sono stati fucilati 43 partigiani, tra cui una donna: Cleonice Tomassetti. Uno di essi, il diciottenne Carlo Suzzi, si è salvato miracolosamente ed è deceduto il 16 luglio 2017.
Questi i nomi dei caduti, perlopiù molto giovani: Giovanni Alberti, Giovanni Barelli, Carlo Antonio Beretta, Angelo Bizzozzero, Emilio Bonalumi, Luigi Brioschi, Luigi Brown, Dante Capuzzo, Sergio Ciribi, Giuseppe Cocco, Adriano Marco Corna, Achille Fabbro, Olivo Favaron, Angelo Freguglia, Franco Ghiringhelli, Cosimo Guarnieri, Giovanni La Ciacera, Franco Marchetti, Arturo Merzagora, Rodolfo Pellicella, Giuseppe Perraro, Ezio Rizzato, Marino Rosa, Aldo Cesare Rossi, Carlo Sacchi, Renzo Villa e Giovanni Volpati; la donna, Cleonice Tomassetti, aveva 32 anni. I corpi furono esumati esattamente un anno dopo al termine di una grande manifestazione di commemorazione; 14 caduti sono rimasti ignoti.

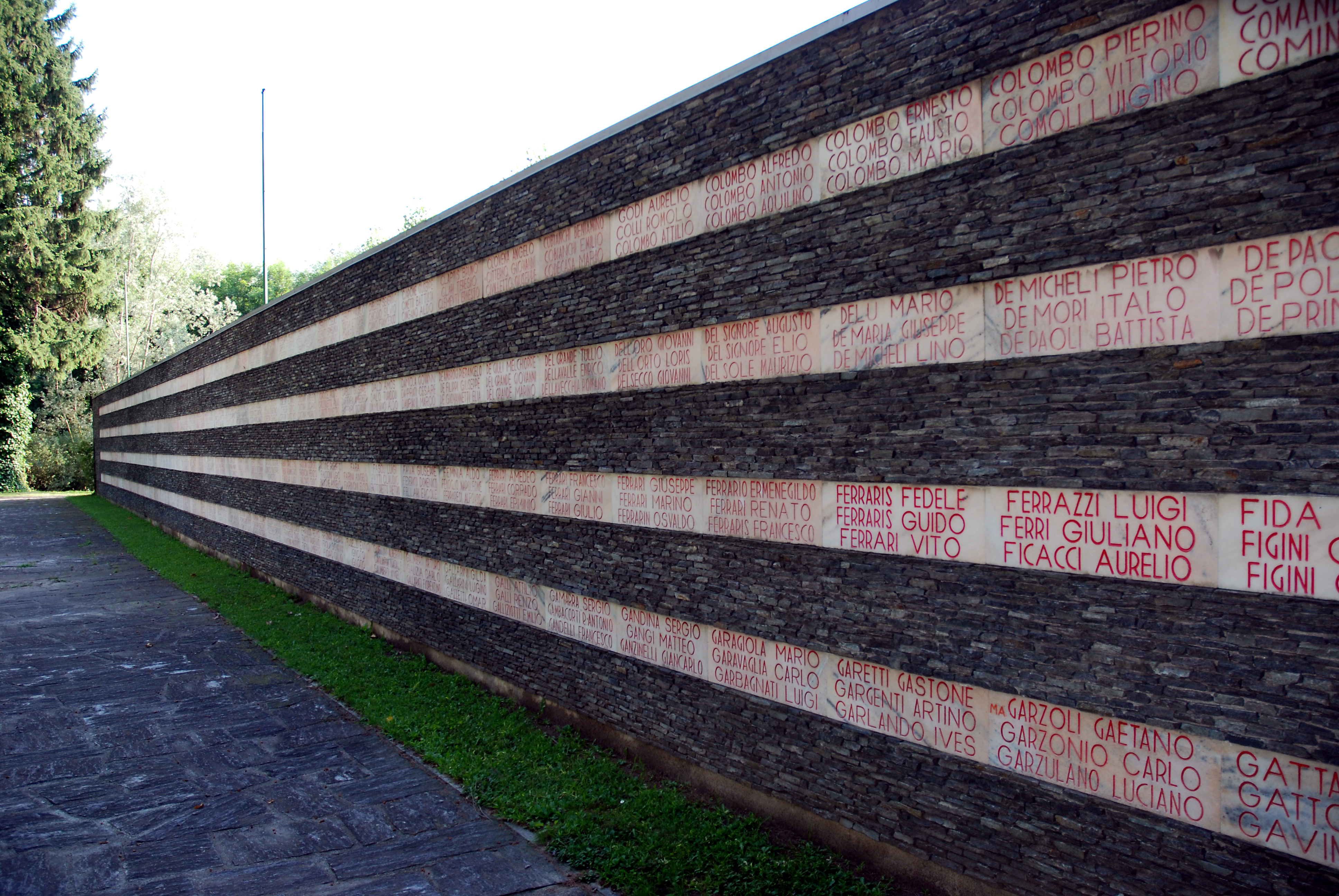
Il monumento presente nel Parco della Memoria e della Pace